# Gare de Sōen
La gare de Sōen (桑園駅, Sōen-eki) est une gare ferroviaire située dans la ville de Sapporo, à Hokkaidō au Japon. Elle est exploitée par la JR Hokkaido.

## Situation ferroviaire
La gare est située au point kilométrique (PK) 284,7 de la ligne principale Hakodate. Elle marque le début de la ligne Sasshō.

## Historique
La gare est inaugurée le 1er septembre 1911.

## Service des voyageurs

### Accueil
La gare dispose d'un bâtiment voyageurs, avec guichets, ouvert tous les jours.

### Desserte
- Ligne principale Hakodate :
  - voie 1 : direction Otaru
  - voie 2 : direction Sapporo, Iwamizawa et Aéroport de Shin-Chitose
- Ligne Sasshō (ligne Gakuen-Toshi) :
  - voie 3 :  direction Hokkaidō-Iryōdaigaku
  - voie 4 : direction Sapporo